# Soșnîkiv, Borîspil
Soșnîkiv (în ucraineană Сошників) este o comună în raionul Borîspil, regiunea Kiev, Ucraina, formată numai din satul de reședință.

## Demografie
Componența lingvistică a comunei Soșnîkiv
     Ucraineană (96,87%)
     Rusă (2,5%)
     Alte limbi (0,25%)
Conform recensământului din 2001, majoritatea populației comunei Soșnîkiv era vorbitoare de ucraineană (96,87%), existând în minoritate și vorbitori de rusă (2,5%).